# برلمان جمهورية الكونغو
برلمان جمهورية الكونغو (بالفرنسية: Parlement de la République du Congo )‏ هي الهيئة التشريعية في جمهورية الكونغو، تتكون من المجلس الأعلى مجلس شيوخ جمهورية الكونغو
الذي يضم 52 مقعداً، والمجلس الأدنى جمعية جمهورية الكونغو الوطنية الذي يضم 153 مقعداً.